# Przestrzeń dyskretna
Zasugerowano, aby zintegrować ten artykuł z artykułem zbiór dyskretny (dyskusja). Nie opisano powodu propozycji integracji.
Przestrzeń dyskretna – przestrzeń topologiczna {\displaystyle (X,\tau )} z topologią {\displaystyle \tau } taką, że punkty zbioru {\displaystyle X} są w pewnym sensie od siebie „oddzielone”.

## Definicje formalne
Niech dany będzie dowolny niepusty zbiór {\displaystyle X.}
- Topologię dyskretną na {\displaystyle X} definiuje się przyjmując, że dowolny podzbiór {\displaystyle X} jest otwarty (a więc i domknięty). Wówczas zbiór {\displaystyle X} wyposażony w topologię dyskretną nazywa się przestrzenią topologiczną dyskretną.
- Jednostajność dyskretną na {\displaystyle X} definiuje się przyjmując, że każdy nadzbiór przekątnej {\displaystyle {\big \{}(x,x)\colon x\in X{\big \}}} jest otoczeniem. Zbiór {\displaystyle X} wyposażony w jednostajność dyskretną nazywa się przestrzenią jednostajną dyskretną.
- Przestrzeń metryczną {\displaystyle (X,d)} nazywa się przestrzenią metryczną dyskretną, jeżeli metryka {\displaystyle d} jest metryką dyskretną, tj.
{\displaystyle d(x,y)={\begin{cases}1,&{\text{gdy }}x\neq y,\\0,&{\text{gdy }}x=y\end{cases}}}
dla dowolnych {\displaystyle x,y\in X.}

- Przestrzeń metryczną {\displaystyle (X,d)} nazywa się jednostajnie dyskretną, jeśli istnieje {\displaystyle r>0} takie, że dla dowolnych {\displaystyle x,y\in X} jest {\displaystyle x=y} bądź {\displaystyle d(x,y)>r.} Aby topologia takiej przestrzeni metrycznej była dyskretna, metryka nie musi być jednostajnie dyskretna: przykładem może być standardowa metryka liczb rzeczywistych na zbiorze {\displaystyle \left\{1,{\tfrac {1}{2}},{\tfrac {1}{4}},{\tfrac {1}{8}},\dots \right\}.}

## Własności
Jednostajnością dyskretnej przestrzeni metrycznej jest jednostajność dyskretna, zaś topologią na dyskretnej przestrzeni jednostajnej jest topologia jednostajna. W ten sposób różne pojęcia przestrzeni dyskretnej są ze sobą zgodne.
Z drugiej strony topologia niedyskretnej przestrzeni jednostajnej lub metrycznej może być dyskretna; przykładem może być przestrzeń metryczna {\displaystyle X:=\left\{{\tfrac {1}{n}}\colon n=1,2,3,\dots \right\}} z metryką odziedziczoną z prostej rzeczywistej, która nie dyskretna; przestrzeń ta nie jest przestrzenią zupełną, nie jest więc dyskretna jako przestrzeń jednostajna – mimo to jest ona dyskretna jako przestrzeń topologiczna. O przestrzeni tej można więc powiedzieć, że jest dyskretna topologicznie, ale nie dyskretna jednostajnie, czy dyskretna metrycznie.

## Twierdzenia
- Wymiar topologiczny przestrzeni dyskretnej wynosi 0.
- Przestrzeń topologiczna jest dyskretna {\displaystyle \iff } otwarte są zbiory jednoelementowe
- Przestrzeń topologiczna jest dyskretna {\displaystyle \iff } przestrzeń topologiczna nie zawiera żadnych punktów skupienia (tzn. każdy jego punkt jest izolowany).
- Zbiory jednoelementowe tworzą bazę topologii dyskretnej.
- Przestrzeń jednostajna jest dyskretna {\displaystyle \iff } przekątna jest otoczeniem.
- Każda przestrzeń dyskretna spełnia wszystkie aksjomaty oddzielania (w szczególności jest ona przestrzenią Hausdorffa oraz przestrzenią normalną).
- Przestrzeń dyskretna jest zwarta {\displaystyle \iff } przestrzeń jest skończona.
- Każda dyskretna przestrzeń jednostajna bądź metryczna jest zupełna.
- Każda dyskretna przestrzeń jednostajna lub metryczna jest całkowicie ograniczona {\displaystyle \iff } przestrzeń jest skończona.
- Każda przestrzeń dyskretna spełnia pierwszy aksjomat przeliczalności;
- Przestrzeń dyskretna spełnia drugi aksjomat przeliczalności (jest Lindelöfa) {\displaystyle \iff } przestrzeń jest przeliczalna.
- Każda przestrzeń o co najmniej dwóch punktach jest całkowicie niespójna.
- Każda niepusta przestrzeń dyskretna jest drugiej kategorii.
- Dowolne dwie równoliczne przestrzenie dyskretne są homeomorficzne.
- Przestrzeń skończona jest metryzowalna, jeśli jest dyskretna[1].
- Jeśli {\displaystyle X} jest dowolną przestrzenią topologiczną, zaś {\displaystyle Y} jest przestrzenią topologiczną dyskretną, to {\displaystyle X} jest równo pokryta przez {\displaystyle X\times Y} (przekształcenie rzutowe jest żądanym pokryciem).
- Skończony iloczyn kartezjański przestrzeni dyskretnych wyposażony w topologię produktową jest przestrzenią dyskretną.
- Dowolne przekształcenie przestrzeni topologicznej dyskretnej w inną przestrzeń topologiczną jest ciągłe.
- Dowolne odwzorowanie przestrzeni jednostajnej dyskretnej w inną przestrzeń jednostajną jest jednostajnie ciągłe.
- Odwzorowanie przestrzeni topologicznej {\displaystyle Y} w przestrzeń dyskretną {\displaystyle X} jest ciągłe {\displaystyle \iff } jest lokalnie stałe w tym sensie, że każdy punkt {\displaystyle Y} ma otoczenie, na którym odwzorowanie to jest stałe.